# Swoon (artista)

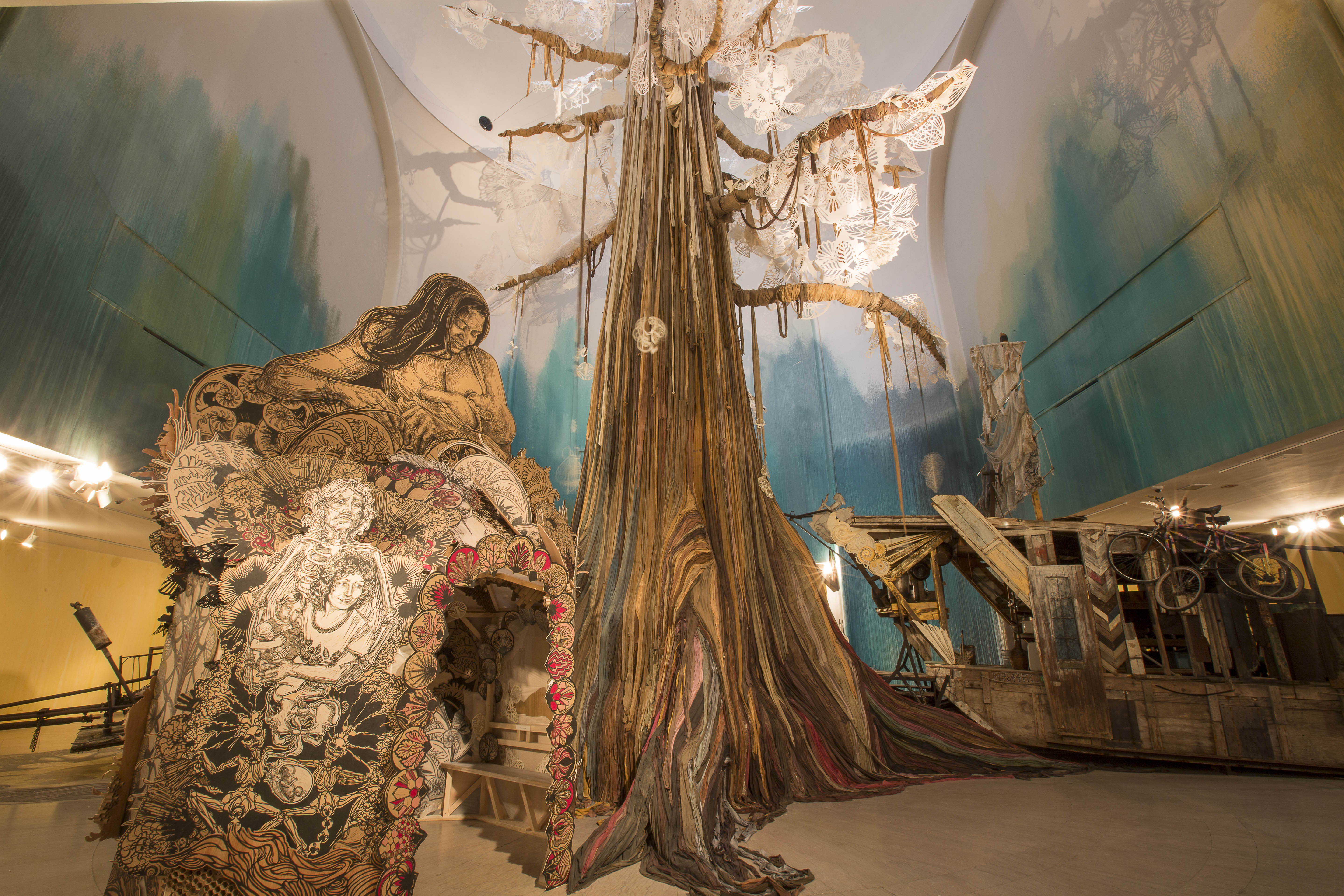
SWOON: Madres sumergidas, Museo de Brooklyn 2014 Foto: Tod Seelie

Caledonia Curry (New London, 1977), cuyo trabajo aparece bajo el nombre de Swoon, es una artista contemporánea estadounidense que trabaja con el grabado, la escultura y la animación stop-motion para crear instalaciones inmersivas, proyectos comunitarios y obras de arte públicas. Es una de las primeras artistas de la calle que ha obtenido reconocimiento internacional.

## Educación

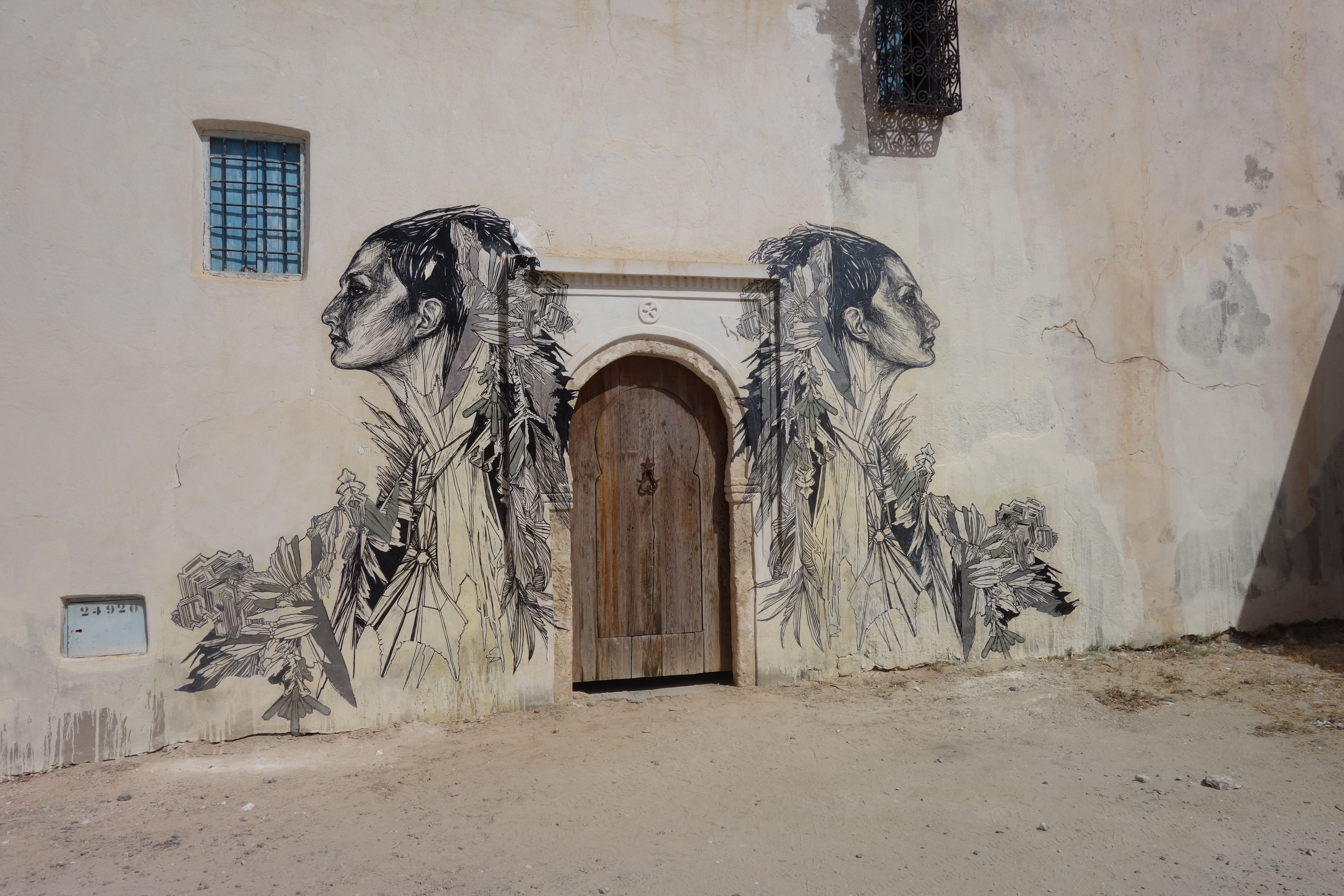
Una obra de Swoon en Djerbahood, Túnez

Caledonia Curry nació en New London, Connecticut, y creció en Daytona Beach, Florida. A la edad de 10 años, su madre la inscribió en clases de arte para jubilados. Curry dijo, "los pintores jubilados de 80 años me adoptaron, me enseñaron a pintar. Me he convertido en una artista concentrada y confiada gracias a ellos".
A los diecinueve años, se mudó a Borough Park en Brooklyn, Nueva York para estudiar pintura en el Pratt Institute, donde asistió de 1998 a 2001. Recibió una educación occidental clásica tanto en técnica como en trayectoria profesional, que ella consideraba demasiado limitada. Declaró: “Era como si me dijeran así es como pintas, estas son las galerías con las que trabajarás y así es como será tu vida”.
En 1999, buscando labrarse su propio camino y hacer su trabajo más accesible para todo tipo de públicos, comenzó a pegar sus retratos en papel a los lados de los edificios. Al principio, pegaba el trabajo de forma anónima. Más tarde, tomó el apodo de Swoon, que fue una palabra que apareció en el sueño de un amigo.
Mientras estuvo en Pratt, se unió a grupos activistas y participó en la defensa feminista como miembro fundador del TOYSHOP Collective, un grupo de teatro callejero dirigido por mujeres conocido por sus eventos clandestinos en la ciudad de Nueva York.

## Trayectoria

### Arte callejero
Swoon es ampliamente conocida como una de las primeras mujeres en lograr un reconocimiento a gran escala como artista callejera. Formó parte de un grupo de artistas de principios de la década del 2000, incluidos JR y Banksy, que se comprometieron a impulsar las formas y los límites conceptuales del género Street Art.
Swoon ha pintado sus intrincados retratos en calles de ciudades de todo el mundo, incluidas Nueva York, Detroit, San Francisco, Londres, Bilbao, Hong Kong, Djerba, El Cairo, Tokio y Jogjakarta.
Ha sido incluida en intervenciones de arte público que incluyen Santa's Ghetto (2007), una instalación clandestina en el muro de Cisjordania en Belén, organizada por Banksy; Hecho en Oaxaca (2013), y exposición interior y exterior de Arte Callejero organizada por el Museo de Arte Contemporáneo Oaxaca; y Open Source (2015), una exposición de arte público en toda la ciudad organizada por Philadelphia Mural Arts, que presenta el mural 5 Stories, creado en conjunto con talleres de terapia artística con participantes en el Programa de Justicia Restaurativa de Artes Murales.
Sus retratos de pasta de trigo son creados tallando bloques de madera o linóleo, que luego se imprimen a mano, o cortando varias capas de papel a la vez. Sus imágenes provienen de amigos, familiares y otras personas que ha conocido cuyas vidas quiere honrar. A menudo eleva temas que bien no se ven o se pasan por alto dentro del paisaje urbano, o bien son marginados dentro de la infraestructura de la ciudad misma.
Su retrato conmemorativo de Silvia Elena Morales (2008), que fue asesinada en Juárez, México, abordó los continuos feminicidios que han cobrado la vida de miles de mujeres en México y Centroamérica desde 1993. En una visita a Juárez, Curry se reunió con madres que habían perdido a sus hijas y con activistas que estaban trabajando para aumentar la conciencia pública y presionar por justicia. La pieza se instaló en 2012 en la Plaza Benito Juárez, el lugar donde se cree que desapareció Sylvia Elena, cuatro años después de su creación debido a los retrasos causados por la escalada de violencia. La intención de Curry detrás del memorial era “que podamos ver el rostro de Sylvia Elena y reconocer nuestra conexión con cada una de los millares de mujeres que han desaparecido, con cada uno de los miembros de la familia que lloran la pérdida de su luz más brillante y con un pueblo a la sombra de la frontera de los Estados Unidos, atrapado en un estrangulamiento de una violencia incomprensible."

### Proyectos Deitch

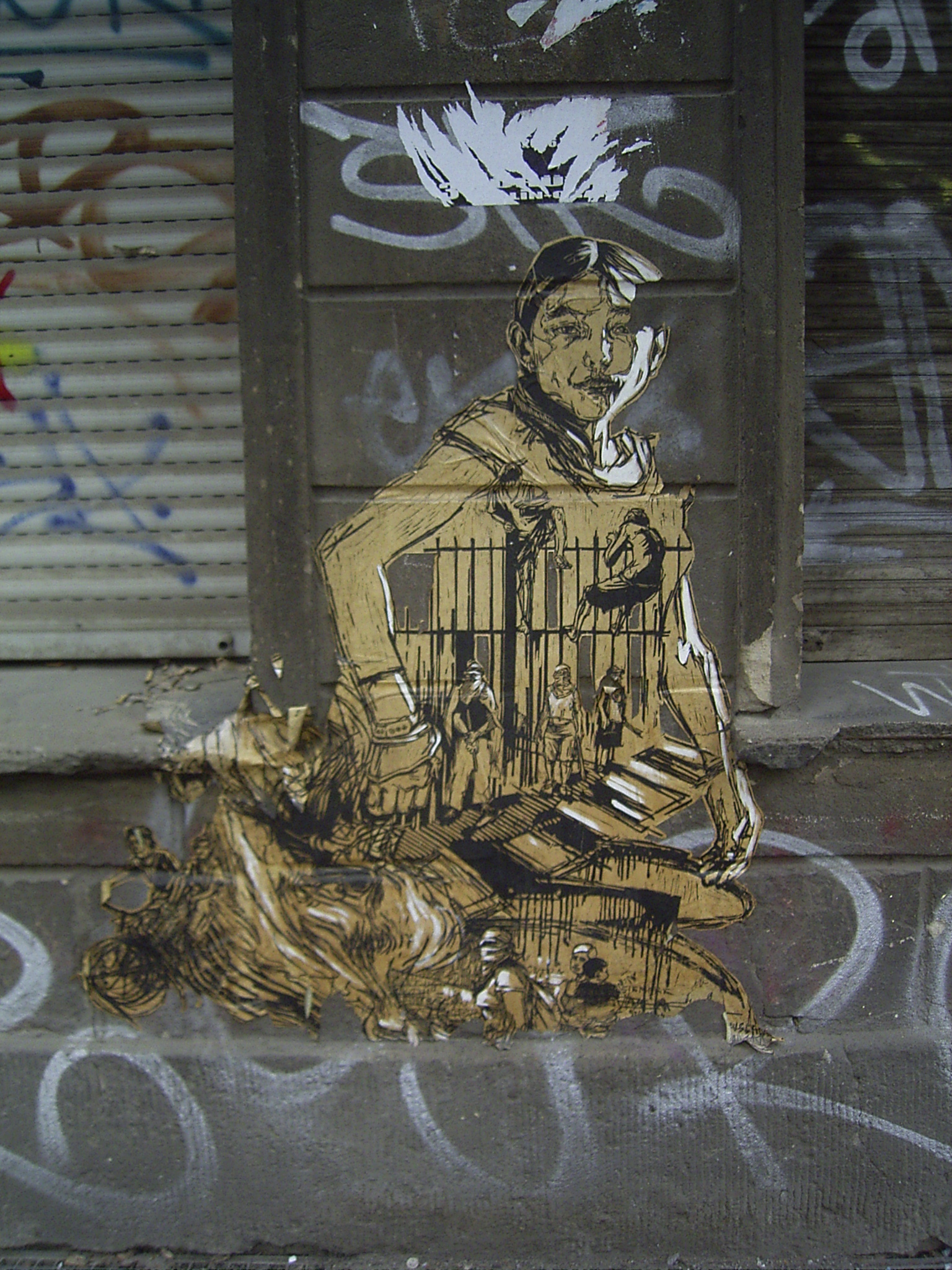
Una obra de Swoon en Berlín

En 2005, la galería Deitch Projects celebró la primera exposición individual de Swoon en Nueva York: Swoon. El interior y la fachada de la galería se transformaron en un paisaje urbano poblado por intrincadas figuras recortadas y grabados en bloques colocados dentro de elementos escultóricos que hacen referencia a estructuras, líneas eléctricas y trenes elevados. Basándose en la ciudad amurallada de Kowloon, punto de partida creativo, Curry esperaba evocar el desarrollo espontáneo, no regulado y autoconstruido que tuvo lugar en el vecindario autónomo de Hong Kon antes de que fuera demolido en 1993.
En 2008, Swoon regresó a Deitch Projects para una exposición de dos partes, Swimming Cities of Switchback Sea. Incluía siete barcos hechos a mano que se embarcaron desde Troy, Nueva York, para realizar actuaciones públicas en los pueblos a lo largo del río Hudson. Swoon trabajó con Lisa D'Amour (dramaturga), Sxip Shirey (compositor de circo) y Dark Dark Dark (música original) para crear la actuación que se representaba en los barcos. Las balsas llegaron a Deitch Studios en Long Island City el 7 de septiembre de 2008. Los botes estaban atados con cuerdas a los faldones de una escultura de papel de veinticinco pies de alto de dos hermanas abrazándose, la imagen central de la parte interior del espectáculo. Deitch Studios se dividió en dos niveles, por encima y por debajo de una línea de inundación imaginaria. Curry imaginó que si el agua del East River subiera, sus botes podrían flotar hacia el refugio del espacio de la galería.
En 2011 Swoon fue incluida en Art in the Streets, la primera gran recopilación museística sobre grafiti y arte callejero, comisariada por Deitch, Roger Gastman y Aaron Rose.
En 2019, Curry realizó su tercera exposición individual en Deitch Projects, Cicada. El programa presentó su primera animación stop-motion. El cortometraje utiliza figuras mitológicas y alegorías, incluida una "Madre tarántula".

### Otras exposiciones
En 2005, su trabajo se presentó en Nueva York en el centro de arte contemporáneo MoMA PS1, y en 2006, fue incluida en Since 2000: Printmaking Now, una exposición colectiva que muestra grabados de la colección del MoMA.
Desde 2005, Swoon ha creado más de 20 exposiciones individuales, la mayoría de las cuales son instalaciones inmersivas específicas del sitio, en museos y galerías comerciales de todo el mundo. Sus principales exposiciones incluyen Seven Contemplations en la Fundación Albright-Knox (2020), Haven en el Museo Skissernas (2017), The Light After en Library Street Collective (2016), Submerged Motherlands en el Museo Brooklyn (2014), que fue su primera exposición dedicada a un artista callejero vivo, Honeycomb en SNOW Contemporary (2012), Anthropocene Extinction en el Instituto de Arte Contemporáneo de Boston (2011), Swimming Cities of Switchback Sea en Deitch Projects (2008), Drown Your Boats en New Image Art Gallery (2008) y Swoon en Deitch Projects (2005).
También ha sido incluida en importantes exposiciones colectivas, como Radical Seafaring en The Parrish Museum of Art (2016), una encuesta que argumenta que el trabajo creado en el agua por artistas contemporáneos se acerca a la masa crítica del movimiento Land Art de los años sesenta y años 70; y Catastrophe and the Power of Art en el Mori Art Museum (2018), que considera el papel que el arte puede desempeñar en la recuperación de las grandes catástrofes que golpean a las comunidades, así como las tragedias personales.
La primera retrospectiva de Swoon en un museo, The Canyon: 1999-2017, se inauguró el 22 de septiembre de 2017 en el Centro de Arte Contemporáneo de Cincinnati. La exposición mostró múltiples dimensiones de la práctica de Curry, incluida la nueva instalación específica del sitio Medea, que visualmente se centra en el retrato de una casa que se está dividiendo, reescenificaciones de proyectos históricos pasados y una encuesta de su trabajo socialmente impulsado en Braddock, Pensilvania y Cormiers, Haití.

### El arte como activismo
Las exposiciones de Swoon están en estrecho diálogo con su activismo y esfuerzos de defensa, que exploran el poder del arte para responder a las crisis causadas por desastres naturales, violencia estructural y adicción. En 2015, comenzó a trabajar con Philadelphia Mural Arts en el proyecto multiplataforma 5 Stories . El proyecto se basó en su experiencia de crecer en una familia adicta a los opioides. Los participantes trabajaron con Curry, la terapeuta e instructora de yoga Jessica Radovich y la entrenadora de narración Heather Box del Million Person Project en un curso de narración personal y terapia artística de un mes de duración que tuvo lugar dentro de la Institución Correccional Estatal de Graterford (SCI), en el tratamiento Interim House, y con Philadelphia Mural Arts Guild, un programa de reingreso de la prisión a la comunidad. Las clases abordaron la relación entre trauma, pérdida, adicción y encarcelamiento masivo. Además de este compromiso con la comunidad, Curry creó varios retratos de quienes participaron en el proyecto, que se incorporaron a un mural público en 3060 West Jefferson St en el norte de Filadelfia.
Curry regresó a Filadelfia en 2018 para continuar su defensa de la reducción de daños con Philadelphia Mural Arts, Jessica Radovich, Heather Box y Julian Mocine-Mcqueen. Curry cita al médico Gabor Mate, autor de In the Realm of Hungry Ghosts, como alguien que cambió su perspectiva al ayudarla a comprender que las adicciones son un intento desesperado por aliviar el dolor inmanejable.
The Road Home organizó talleres diarios sin cita previa en Kensington Storefront, ubicado frente a Prevention Point, un centro que brinda servicios a personas sin hogar y adicciones. El proyecto culminó con una conferencia pública en la Universidad de Pensilvania con el Dr. Gabor Mate como orador principal, un taller privado con miembros del Departamento de Servicios de Salud del Comportamiento y Discapacidades Intelectuales de Filadelfia, y un mural público, La curación comienza con la conexión, en todo el calle desde el Punto de Prevención en Kensington.

## Proyectos colaborativos

### Music Box
The Music Box fue la primera iteración de Music Box Village, un entorno musical inmersivo, experimental y completamente jugable en Nueva Orleans fundado por Swoon y la organización dirigida por artistas New Orleans Airlift. En 2010, Swoon, con los artistas cofundadores Taylor Lee Shepherd y Delaney Martin, desarrolló el concepto de arquitectura musical. En 2011, invitaron a 25 artistas a crear una instalación de casas musicales en un sitio específico como prototipo inicial de cómo podría verse y sonar la arquitectura musical. Esta instalación original se construyó con materiales recuperados de una cabaña criolla derrumbada. El proyecto comenzó cinco años después del huracán Katrina, en respuesta a la recuperación a largo plazo de la ciudad que continuó afectando el sustento de los residentes y la cultura musical local. La intención de Curry era cultivar un espacio de juego colectivo para apoyar el proceso de recuperación del desastre. Ella dijo en aquel momento: "Espero que represente esta necesidad tan básica en las personas mientras reconstruyen para que lo hagan con alegría y con imaginación".
El 22 de octubre de 2011, The Music Box presentó su presentación debut tocando las casas musicales. Durante la ejecución inicial de 9 meses, Music Box recibió atención local y nacional. El proyecto atendió a más de 15.000 invitados y recibió a más de 70 músicos internacionales y de Nueva Orleans.
Después de la ejecución inicial en Piety Street, el proyecto creó instalaciones de rendimiento a corto plazo en New Orleans City Park, Kiev (Ucrania), Shreveport, Luisiana, Atlanta y Tampa, Florida. En 2016, el proyecto pasó a llamarse Music Box Village y recaudó fondos con éxito para apoyar una ubicación permanente en Nueva Orleans. Music Box Village ejecutó un calendario de actuaciones regulares diurnas y nocturnas. Music Box Village es el proyecto insignia de New Orleans Airlift, una organización sin fines de lucro que fomenta oportunidades a través de la educación artística y la creación de obras de arte públicas experimentales.

### Tejas Braddock
En 2007, Swoon y un grupo de amigos fueron invitados a comprar y restaurar una iglesia abandonada en Braddock, Pensilvania. Durante los siguientes 10 años, Swoon participó en una serie de proyectos que se centraron en la rehabilitación de la estructura de una manera que también involucrara y beneficiara a la comunidad circundante inmediata. Estos esfuerzos incluyeron la colaboración con el colectivo de artistas locales Transformazium en una iniciativa de deconstrucción (como alternativa a la demolición) para las secciones del edificio dañadas por el fuego, la creación de una cúpula Super Adobe en el estacionamiento en desuso del edificio y, finalmente, la creación de Braddock Tiles.
Braddock Tiles, o las Tejas Braddock comenzó con la intención de restaurar el techo de la iglesia en su totalidad a partir de tejas artesanales hechas a mano que se crearían en un taller de cerámica en el sótano de la iglesia. Esto se concibió como una forma de crear empleos bien remunerados a nivel local, fomentando la reinversión comunitaria que abordaría la devastación económica causada por el cierre del sector manufacturero en Braddock.
En 2015, el alcance del proyecto cambió en respuesta a la gran escala de recursos necesarios para llevar a cabo las renovaciones necesarias para restaurar la iglesia. Al elegir enfocarse en el aspecto de construcción comunitaria del proyecto, Braddock Tiles comenzó a trabajar con una organización existente, Braddock Youth Program, para crear un programa de preparación para el trabajo y habilidades blandas para jóvenes de 18 a 26 años de edad, que había superado la edad del programa juvenil. El programa se llevó a cabo en el Bathhouse Ceramics Studio, ubicado dentro de la histórica Biblioteca Braddock Carnegie.
Braddock Tiles funcionó de 2015 a 2018 y fue desarrollado en colaboración por Curry, KT Tierny y Katie Johnson. El programa recaudó fondos para aprendizajes pagados para jóvenes locales, así como viajes de campo, talleres y proyectos dirigidos por jóvenes que incluyeron la creación de murales decorativos para su comunidad.
Curry y Heliotrope Foundation están trabajando actualmente para pasar el cuidado del edificio a nuevas manos. Curry ha hablado públicamente sobre el significado de esta decisión y la importancia de reconocer las propias limitaciones.

### Ciudades flotantes de Serenissima, 2009

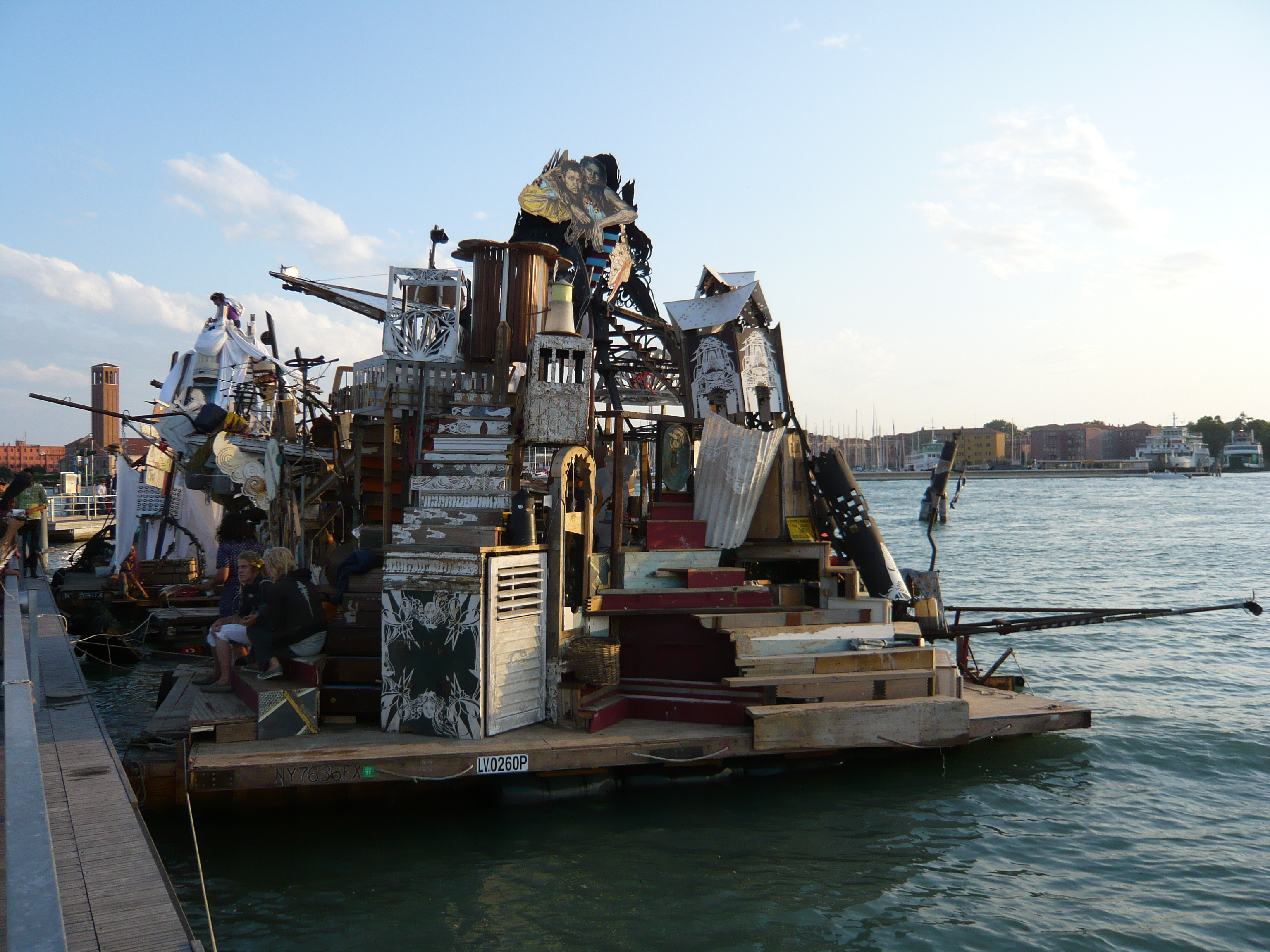
NCiudades flotantes de Serenissima

Swimming Cities of Serenissima fue una flota de esculturales balsas chatarra que se estrelló en la Bienal de Venecia de 2009. El proyecto fue el último de una serie de proyectos basados en el río fundados o dirigidos por Swoon, que incluyeron Swimming Cities of Switchback Sea (2008) en el río Hudson y The Miss Rockaway Armada (2006-2007) en el río Misisipi. Curry cita múltiples fuentes de inspiración para Serenissima, incluido un breve tiempo viviendo en un velero en los Países Bajos, barcos vikingos y el impacto de su primera visita a Venecia, donde quedó impactada por la conversación entre el agua y la arquitectura. También le da crédito a la experiencia de Miss Rockaway Armada por llevarla a explorar las posibilidades de las esculturas flotantes como una forma de vivir y viajar, al mismo tiempo que crea el conocimiento y la comunidad necesarios para intentar la complicada logística de navegar en balsas a través de la laguna de Ventian.
Después de su exposición individual en Deitch Studios, Swoon deconstruyó las balsas en contenedores que fueron enviados al extranjero, a Koper, Eslovenia. Inicialmente, los contenedores se retuvieron en la aduana porque se pensaba que eran basura, hasta que Swoon pudo proporcionar documentos que demostraran que eran arte. Una tripulación de 30 colaboradores trabajó en un puerto deportivo en Koper hasta que las balsas recibieron la aprobación de la guardia costera eslovena para salir del puerto. Una flota de tres balsas, llamadas Maria, Alice y Old Hickory, navegaron por una travesía abierta del mar Adriático, antes de trasladarse a los canales protegidos del litoral interior de Italia.
Swimming Cities of Serenissima ingresó a la laguna de Venecia en mayo de 2009. Swoon desarrolló una actuación en colaboración con Ben Burke, Adina Bier y Dark, Dark, Dark, que se representó en las balsas y se presentó ante el público en tierra en el transcurso de dos semanas. La actuación final fue una procesión ilegal por el Gran Canal que comenzó tarde en la noche y terminó cuando salió el sol. La última actuación de Serenissima, así como su viaje por el Adriático, se registró en un documental de Paul Poet, Empire Me: New Worlds are Happening! (2011).
Aunque Swoon no fue invitada oficialmente a la Bienal, el crítico Jerry Saltz elogió a Serenissma como el momento más conmovedor del festival de ese año. Dijo: “Como el mejor trabajo aquí, el trabajo de Swoon no surge de la crítica académica; proviene de la necesidad y la visión. Estas son las herramientas perfectas para hacer que las cosas vuelvan a ser tan viejas como el tiempo, incluido un mundo del arte que se ha convertido peligrosamente en sí mismo."

### Refugio Konbit

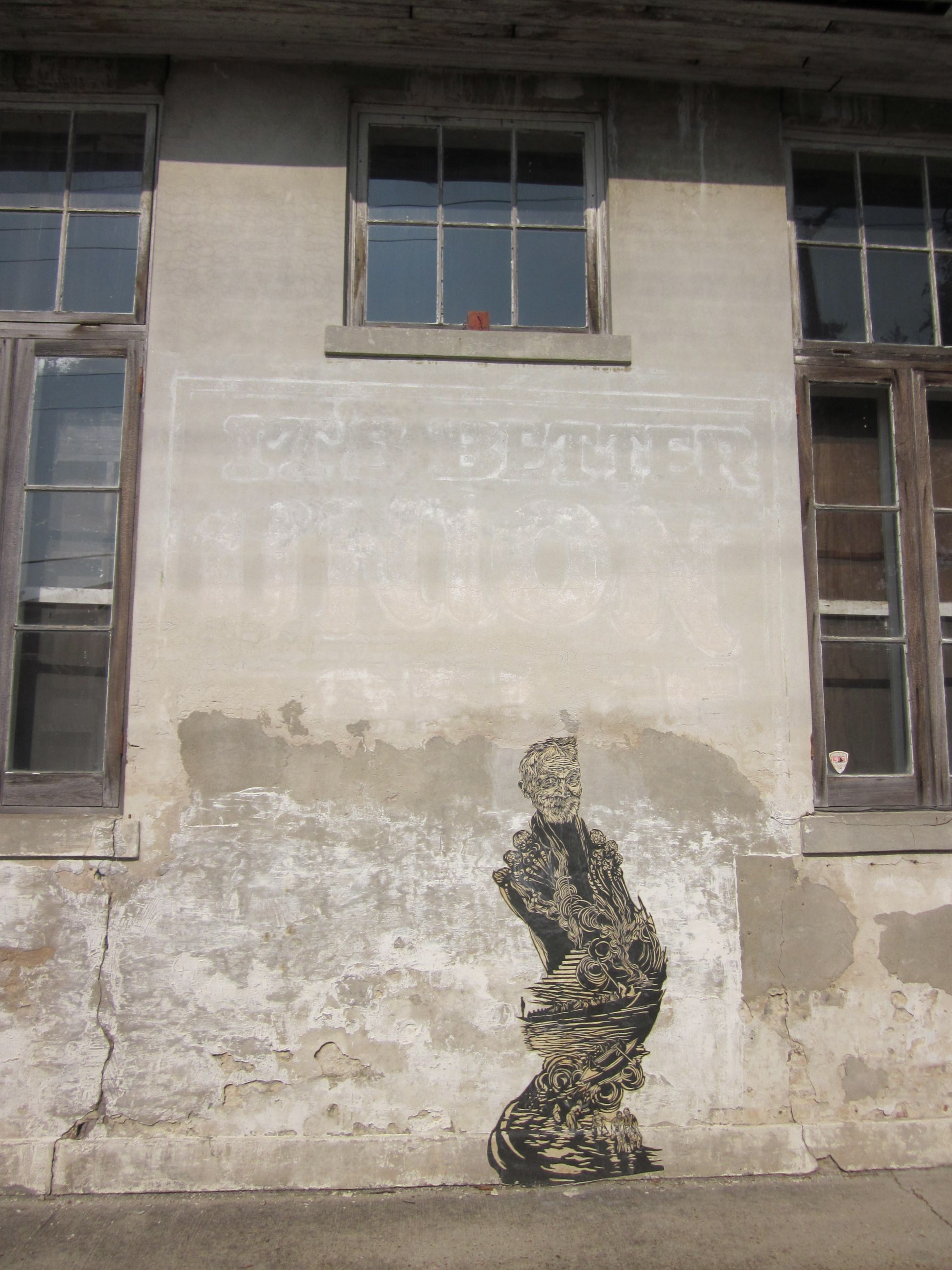
Borgoña Polonia Union Swoon

Konbit Shelter fue fundado en 2010, en respuesta al terremoto en Haití que mató a más de 100.000 personas y destruyó más de 250.000 hogares. Curry lideró un pequeño grupo de artistas, ingenieros y constructores que conectaron con el pueblo de Komye (Cormiers en francés), a 15 millas del epicentro del terremoto. La misión del proyecto se centró en la creencia de que el proceso creativo puede ayudar en este momento de crisis. Konbit Shelter se ha centrado en la creación de trabajo significativo y bien remunerado para los residentes locales, mientras crea colectivamente bellas respuestas arquitectónicas permanentes al problema de la reconstrucción del desastre utilizando nuevas estrategias con recursos limitados.
Desde 2010, Konbit Shelter ha completado un centro comunitario y tres viviendas unifamiliares, cada una diseñada y adaptada con los comentarios de la comunidad. El entusiasmo local en torno a los elementos de arte y diseño del proceso de construcción llevó a la creación de un Klub Obzevatwa, un programa extracurricular continuo fundado en asociación con maestros locales en Cormiers. Cada semana, los maestros de Klub Obzevatwa presentan a 30-40 niños locales las artes, las manualidades y los conceptos de diseño de edificios que van desde dibujar, cocinar, colocar mosaicos, preparación para terremotos, cultura e historia haitianas y juegos, canciones y bailes.
Konbit Shelter y Klub Obzevatwa son actualmente los proyectos emblemáticos apoyados por la Fundación Heliotropo de Swoon.

### La Armada de Miss Rockaway
Miss Rockaway Armada fue un experimento semiutópico realizado colectivamente sobre la vida comunitaria y la navegación casera en balsas que viajó por el río Misisipi desde Minneapolis hasta St. Louis durante dos veranos en 2006 y 2007. Swoon fue una de los varios artistas de la ciudad de Nueva York que fundaron el concepto inicial y que jugó un papel decisivo en la recaudación de fondos y otros recursos para su ejecución; sin embargo, el proyecto se dirigió utilizando un modelo cooperativo que tenía hasta 70 miembros rotativos durante dos años y no fue dirigido por Swoon.
Swoon cita su inspiración para Miss Rockaway Armada en Floating Neutrinos, un grupo de artistas dirigido por Poppa Neutrino, que vivía en comunidad en el agua y completó con éxito una travesía transatlántica en una balsa hecha a ano en 1998; así como una larga tradición de cultura punk boat en la ciudad de Minneapolis.
La Miss Rockaway Armada se construyó parcialmente en la cooperativa Emergency Arts en Chelsea, antes de ser transportada a Minneapolis. Fueron diseñados utilizando dos motores de automóviles de conejo diésel VW que se modificaron para hacer funcionar hélices de barco de brazo largo. La primera versión de las balsas incluía tres estructuras interconectadas de veinte pies de largo, tirando de varios remolques, lo que hizo que tuviera casi 100 pies de largo.
Las balsas partieron en White Sands en 2006 y realizaron espectáculos de variedades musicales y talleres artísticos en los pueblos a lo largo del río. El proyecto atracó en dique seco en un restaurante y bar para ciclistas llamado Ducky's Lagoon en Quad Cities cuando el clima se volvió demasiado frío para continuar. En 2007, las balsas se reconfiguraron en embarcaciones más pequeñas y se unieron nuevos miembros que construyeron nuevas balsas. La flotilla viajó al sur a St. Louis, donde hizo un aterrizaje de emergencia en la tierra de Bob Cassilly, el fundador del Museo de la Ciudad de St. Louis, después de que las condiciones del río se volvieran demasiado peligrosas para navegar.
Mientras que los miembros colectivos restantes acamparon en la tierra de Cassilly, las balsas finalmente se quemaron o se soltaron de la orilla y desaparecieron. Cuando se le preguntó cómo se sentía acerca de la finalización del proyecto antes de llegar a su destino en Nueva Orleans, Swoon dijo: “La verdad más profunda del asunto es que no me arrepiento. Solo lamento que [los barcos] hayan sido desechados de manera irresponsable. El hecho de que nadie haya muerto es básicamente un milagro, y si hubiéramos pasado Saint Louis, donde no hay diques de bloqueo con nuestros barcos, nuestra tripulación y la cultura que estábamos construyendo, se habría vuelto realmente peligrosa."

### Fundación Heliotropo
En 2015, Curry fundó Heliotrope Foundation para ayudar a respaldar sus proyectos comunitarios. Los proyectos de Heliotrope han sido apoyados por campañas de Kickstarter, eventos de recaudación de fondos y a través de ventas continuas de impresiones asequibles que presentan el trabajo de artistas y artesanos locales.